# One of the Boys
One of the Boys é o segundo álbum de estúdio da cantora e compositora estadunidense Katy Perry, lançado em 17 de junho de 2008 pela Capitol Records. Ela trabalhou no álbum com produtores incluindo Greg Wells, Dr. Luke, Dave Stewart, Max Martin e Ted Bruner. O extended play (EP) Ur So Gay, contendo a canção homônima, foi lançado em 2007 para gerar interesse na cantora e no álbum.
One of the Boys é o primeiro álbum da cantora sob o nome artístico Katy Perry, em sequência ao seu álbum de estreia Katy Hudson (2001), lançado sob seu nome verdadeiro através da Red Hill Records. One of the Boys recebeu avaliações mistas dos críticos musicais, com alguns considerando-o "cheio de sucessos em potencial" enquanto outros criticam o material, que consideraram fraco. Comercialmente, estreou na nona posição da Billboard 200, vendendo mais de 47.000 cópias na sua primeira semana, e também alcançou o top dez na Áustria, Canadá, Dinamarca, Alemanha, México Noruega e Suíça. One of the Boys rendeu à Perry duas indicações ao Grammy Awards e vendeu mais de sete milhões de cópias mundialmente, sendo o terceiro álbum mais vendido de sua carreira até o momento. O álbum recebeu o certificado de platina tripla da Recording Industry Association of America (RIAA).
O carro-chefe do álbum, "I Kissed a Girl", tornou-se a primeira canção de Perry a atingir o topo da Billboard Hot 100; o segundo single, "Hot n Cold", alcançou a terceira posição nos Estados Unidos e a primeira posição na Alemanha, Canadá, Países Baixos, Áustria e entre outros. O terceiro single, "Thinking of You", alcançou o top trinta nos Estados Unidos, enquanto o quarto e último single "Waking Up in Vegas" alcançou o top dez. Para promover o álbum, Perry embarcou em sua primeira turnê mundial solo, Hello Katy Tour, além de participar da Warped Tour (2008) e servir como ato de abertura da Summer Tour (2009) do No Doubt.

## Precedentes
Perry declarou que esteve trabalhando no álbum desde que tinha dezenove anos de idade. Durante a produção do álbum, ela passou por vários transtornos, como se desprender de duas gravadoras e ter o lançamento de dois álbuns cancelados. Durante este momento, Katy "tinha escrito entre sessenta e cinco e setenta canções". Perry trabalhou com produtores notáveis como Greg Wells, Dr. Luke, Dave Stewart, Max Martin, entre outros. Ela coescreveu todas as canções do álbum, assim como compôs três delas por si mesma.
Quando estava falando sobre as canções do álbum, Katy disse que lançou "Ur So Gay" como divulgação do álbum por que a canção "significou uma introdução e um precedente" e "o álbum teria várias características iguais".

## Estrutura musical e temas

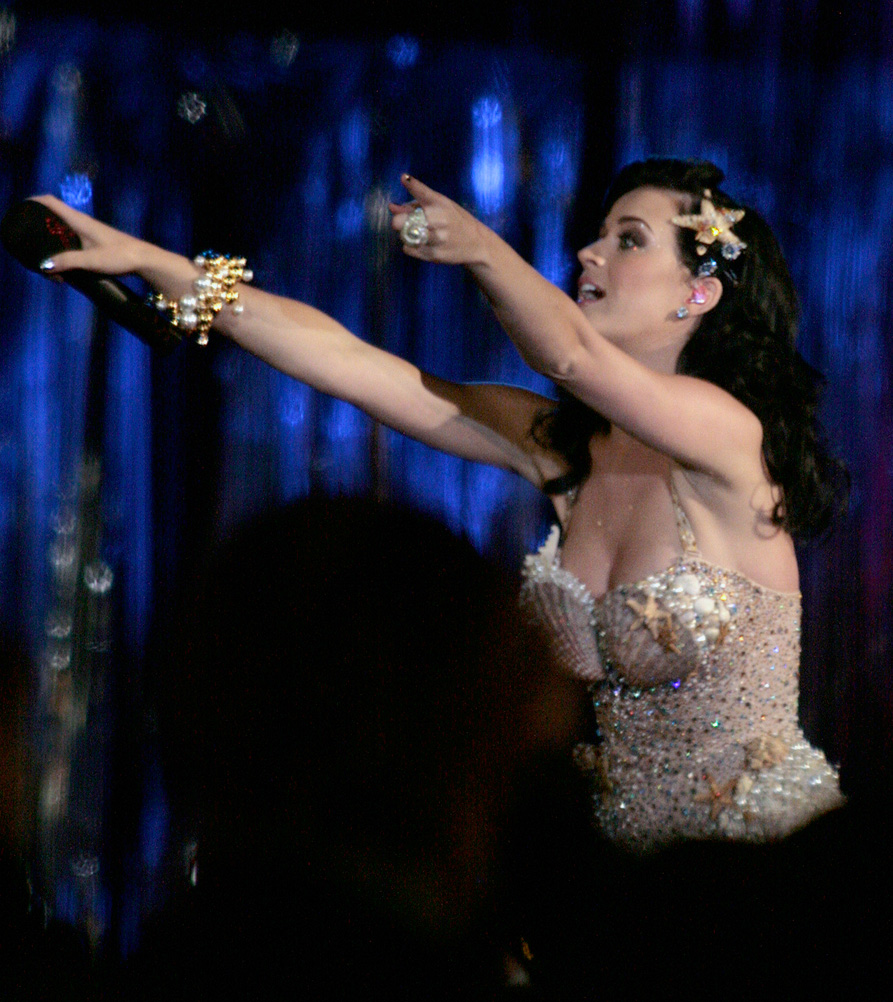
Perry performando "I Kissed a Girl" no Life Ball 2009 em Viena, Áustria.

Apesar do estilo musical e o modo de compor músicas irônicas e desbocadas de Perry serem fortemente comparadas ao estilo das cantoras Avril Lavigne e Lily Allen, a cantora estadunidense sofreu influências de artistas e bandas clássicas como Queen (Freddie Mercury em especial), The Beach Boys, Heart, Joni Mitchell, Paul Simon, Cyndi Lauper e Alanis Morissette. Todas as canções do álbum foram compostas por Perry — que foi ajudada pelos músicos Greg Wells, Max Martin, Dr. Luke, Cathy Dennis, Desmond Child, Andreas Carlsson, Dave Katz, Sam Hollander, Ted Bruner, Scott Cutler, Anne Preven, Dave Stewart e Glen Ballard — e são performadas em tom de contralto. Ela disse que as letras significam muito para ela, por isso o álbum "teria várias histórias sendo contadas" e algumas canções para "fazer você chorar, mas outras para fazer você dançar e cantar". Sobre esses opostos, ela completou, "Eu acho que as pessoas podem apreciar uma compositora que mostra lados diferentes. [...] Tenho colocado tudo nesse álbum, e sinto como se ele fosse o meu bebê".
Seu primeiro extended play, que pertence ao álbum, "Ur So Gay", foi composto como uma ferramenta de vingança da cantora com seu ex-namorado, onde faz sátiras e ironias exageradas ao estilo emo e metrossexual dele. Seu segundo single de One of the Boys, "I Kissed a Girl", também tornou-se polêmico por abordar como tema a homossexualidade lésbica. A canção foi inspirada na atriz Scarlett Johansson e uma amiga de infância. No segundo single, "Hot n Cold", Perry aborda como tema as indecisões de um namorado e os altos e baixos do relacionamento. Outras canções como "I'm Still Breathing" e "Thinking of You" (ambas de estilo balada romântica) relatam sobre relacionamentos que não deram certo. Segundo a cantora, "Lost" é a canção mais pessoal do álbum, pois sua temática é semelhante à acontecimentos biográficos da cantora. "Waking Up in Vegas" trata de viagens excêntricas e loucas com amigos à Las Vegas. Assim como "Ur So Gay" e "Hot N Cold", as canções "Mannequin" e "If You Can Afford Me" fazem críticas e ironizam relacionamentos com ex-namorados.

## Singles

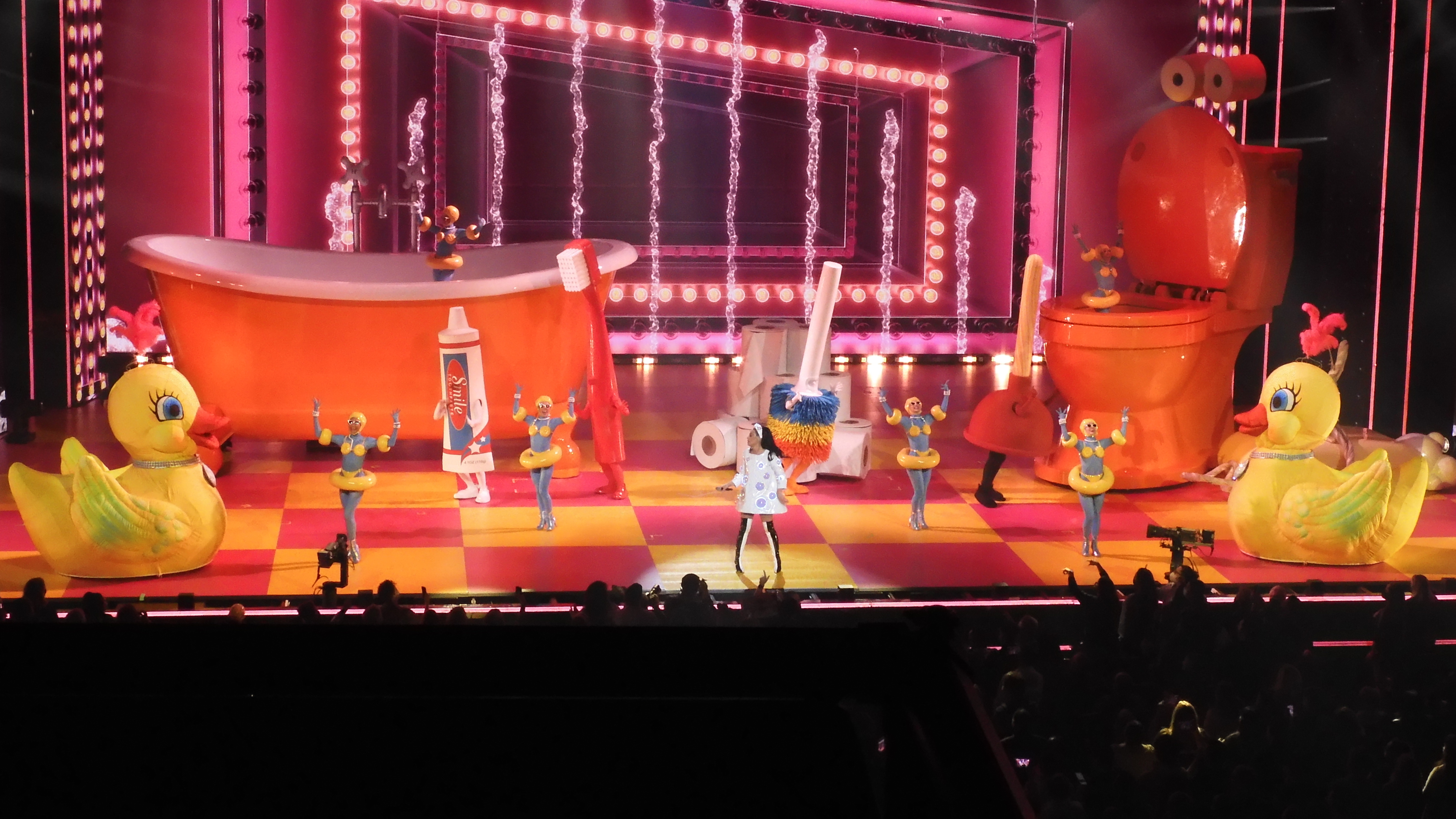
Katy Perry Play at Resorts World, Las Vegas

O primeiro single do álbum, "I Kissed a Girl", foi lançado em maio de 2008 e foi um sucesso comercial, aparecendo em diversas paradas musicais, chegando ao topo em diversos países, como Austrália, Canadá, Alemanha, Irlanda, Japão, Suécia, Reino Unido e Estados Unidos. O single foi certificado três vezes Platina apenas nos Estados Unidos. A canção vendeu 3.631.000 cópias digitais. Atualmente, com a adição dos streamings, a canção já vendeu mais de 8 milhões de cópias somente nos Estados Unidos e está elegível para certificado de oito vezes platina.
O segundo single lançado para promover o álbum foi "Hot n Cold", em setembro de 2008. A canção chegou à posição #3 da Billboard Hot 100, fazendo desse o segundo top 5 consecutivo de Perry na parada. "Hot N Cold" é, oficialmente, uma das dez canções mais vendidas digitalmente de todos os tempos, com mais de quatro milhões de cópias vendidas.
Originalmente, "Thinking of You" seria o primeiro single do álbum, mas foi substituído por "I Kissed a Girl" depois que a canção se tornou popular. "Thinking of You" recebeu um vídeo em abril de 2008, mas este foi excluído da conta da cantora no Youtube e um novo vídeo foi lançado em 23 de dezembro de 2008, depois que a canção foi relançada como terceiro single internacional do álbum. A melhor posição da canção na Billboard Hot 100 foi a #29, tendo vendido 800.000 cópias digitais (puras)  nos Estados Unidos. Foi certificado Platina no Brasil.
"Waking Up in Vegas" foi o último single oficial do álbum. A canção foi lançada nas rádios dos Estados Unidos em 21 de abril de 2009 e nas rádios australianas em 23 de março, sendo a quarta canção mais tocada na semana de lançamento. Perry apresentou a canção no American Idol, o que aumentou suas vendas e colocou-a na posição #2 na parada musical do iTunes. Na Billboard Hot 100, a canção atingiu a posição #9, sendo o terceiro top 10 da carreira de Perry. "Waking Up in Vegas" vendeu cerca de 1,5 milhões de cópias digitais (vendas puras).

### Outras canções
A canção tema do álbum de estúdio, "One of the Boys" atingiu a posição número #40 no Australia Singles Top 50 durante cinco semanas até janeiro de 2009. A canção é a segunda a ser performada nos shows da turnê Hello Katy Tour em 2009 e também foi performada ao vivo durante a gravação do KISS-FM Live.
"If You Can Afford Me" atingiu a posição #28 no New Zealand Top 40, onde permaneceu durante três semanas.

## Lista de faixas
Para o álbum, Katy reutilizou várias faixas que originalmente haviam sido gravadas pra o seu primeiro disco cancelado e que estava previsto para sair em agosto de 2005 "(A) Katy Perry", como: A própria faixa-título, "Waking Up in Vegas", "Thinking of You", "Lost", "Self Inflicted", "I'm Still Breathing", "Fingerprints", "I Think I'm Ready", "A Cup Of Coffee", entre outras.
| N.º            | Título                 | Compositor(es)                                        | Produtor(es)              | Duração |  |
| 1.             | "One of the Boys"      | Katy Perry                                            | Butch Walker              | 4:07    |  |
| 2.             | "I Kissed a Girl"      | Katy Perry, Lukasz Gottwald, Max Martin, Cathy Dennis | Dr. Luke                  | 3:00    |  |
| 3.             | "Waking Up in Vegas"   | Katy Perry, Desmond Child, Andreas Carlsson           | Greg Wells, Katy Perry    | 3:19    |  |
| 4.             | "Thinking of You"      | Katy Perry                                            | Butch Walker              | 4:06    |  |
| 5.             | "Mannequin"            | Katy Perry                                            | Greg Wells                | 3:17    |  |
| 6.             | "Ur So Gay"            | Katy Perry, Greg Wells                                | Greg Wells                | 3:39    |  |
| 7.             | "Hot n Cold"           | Katy Perry, Lukasz Gottwald, Max Martin               | Dr. Luke                  | 3:40    |  |
| 8.             | "If You Can Afford Me" | Katy Perry, Dave Katz, Sam Hollander                  | S*A*M and Sluggo          | 3:18    |  |
| 9.             | "Lost"                 | Katy Perry, Ted Bruner                                | Ted Bruner                | 4:16    |  |
| 10.            | "Self Inflicted"       | Katy Perry, Scott Cutler, Anne Preven                 | Scott Cutler, Anne Preven | 3:25    |  |
| 11.            | "I'm Still Breathing"  | Katy Perry, Dave Stewart                              | Dave Stewart              | 3:48    |  |
| 12.            | "Fingerprints"         | Katy Perry, Greg Wells                                | Greg Wells                | 3:44    |  |
| Duração total: | Duração total:         | Duração total:                                        | Duração total:            | 44:01   |  |

| Faixa bônus do iTunes |                     |                        |         |  |
| N.º                   | Título              | Compositor(es)         | Duração |  |
| 13.                   | "I Think I'm Ready" | Katy Perry, Ted Bruner | 2:36    |  |
| Duração total:        | Duração total:      | Duração total:         | 46:38   |  |

| Faixa bônus da edição européia |                              |                                                       |         |  |
| N.º                            | Título                       | Compositor(es)                                        | Duração |  |
| 13.                            | "I Kissed a Girl (Rock Mix)" | Katy Perry, Lukasz Gottwald, Max Martin, Cathy Dennis | 3:01    |  |
| Duração total:                 | Duração total:               | Duração total:                                        | 47:02   |  |

| Faixa bônus do Wal-Mart |                   |                                         |         |  |
| N.º                     | Título            | Compositor(es)                          | Duração |  |
| 13.                     | "A Cup of Coffee" | Katy Perry, Glen Ballard, Matt Thiessen | 4:12    |  |
| Duração total:          | Duração total:    | Duração total:                          | 48:15   |  |

| Faixas bônus da edição Européia e Australiana |                              |                                                       |         |  |
| N.º                                           | Título                       | Compositor(es)                                        | Duração |  |
| 13.                                           | "I Kissed a Girl (Rock Mix)" | Katy Perry, Lukasz Gottwald, Max Martin, Cathy Dennis | 3:01    |  |
| 14.                                           | "I Kissed a Girl (Video)"    |                                                       | 3:10    |  |
| Duração total:                                | Duração total:               | Duração total:                                        | 50:02   |  |

| Faixas bônus da edição Japonesa |                              |                                                       |         |  |
| N.º                             | Título                       | Compositor(es)                                        | Duração |  |
| 13.                             | "I Kissed a Girl (Rock Mix)" | Katy Perry, Lukasz Gottwald, Max Martin, Cathy Dennis | 3:01    |  |
| 14.                             | "A Cup Of Coffee"            | Katy Perry Glen Ballard Matthew Thiessen              | 4:12    |  |
| Duração total:                  | Duração total:               | Duração total:                                        | 51:14   |  |

| New Edition Faixas bônus |                                                  |                                                       |         |  |
| N.º                      | Título                                           | Compositor(es)                                        | Duração |  |
| 13.                      | "Hot n Cold (Manhattan Clique Remix Radio Edit)" | Katy Perry, Lukasz Gottwald, Max Martin               | 3:52    |  |
| 14.                      | "I Kissed a Girl (Morgan Page Remix - Main)"     | Katy Perry, Lukasz Gottwald, Max Martin, Cathy Dennis | 4:03    |  |
| 15.                      | "I Kissed a Girl (Video)"                        |                                                       | 3:10    |  |
| 16.                      | "Hot N Cold (Video)"                             |                                                       | 3:48    |  |
| 17.                      | "Thinking Of You (Video)"                        |                                                       | 4:07    |  |
| Duração total:           | Duração total:                                   | Duração total:                                        | 1:05:01 |  |

| Platinum Australian Tour Edition Faixas bônus |                                                              |                                                       |         |  |
| N.º                                           | Título                                                       | Compositor(es)                                        | Duração |  |
| 13.                                           | "Electric Feel (Live @ Jo Whiley's BBC Radio 1 Live Lounge)" | Andrew VanWyngarden, Ben Goldwasser, Will Berman      | 3:30    |  |
| 14.                                           | "Black And Gold (Live on Nova 100FM, Melbourne)"             | Sam Falson, Jesse Rogg                                | 3:26    |  |
| 15.                                           | "I Think I'm Ready"                                          | Katy Perry, Ted Bruner                                | 2:37    |  |
| 16.                                           | "Thinking Of You (Acoustic Version)"                         | Katy Perry                                            | 4:51    |  |
| 17.                                           | "Waking Up in Vegas (Calvin Harris Remix Edit)"              | Katy Perry, Desmond Child, Andreas Carlsson           | 3:43    |  |
| 18.                                           | "I Kissed a Girl (Dr. Luke & Benny Blanco Remix)"            | Katy Perry, Lukasz Gottwald, Max Martin, Cathy Dennis | 3:29    |  |
| 19.                                           | "Hot N Cold (Bimbo Jones Remix Radio Edit)"                  | Katy Perry, Lukasz Gottwald, Max Martin               | 3:50    |  |
| 20.                                           | "Ur So Gay (DJ Skeet Skeet & Cory Enemy Remix)"              | Katy Perry, Greg Wells                                | 4:00    |  |
| Duração total:                                | Duração total:                                               | Duração total:                                        | 1:13:27 |  |

| The Hello Katy Australian Tour EP |                                                              |                                                       |         |  |
| N.º                               | Título                                                       | Compositor(es)                                        | Duração |  |
| 1.                                | "Electric Feel (Live @ Jo Whiley's BBC Radio 1 Live Lounge)" | Andrew VanWyngarden, Ben Goldwasser, Will Berman      | 3:30    |  |
| 2.                                | "Black And Gold (Live on Nova 100FM, Melbourne)"             | Sam Falson, Jesse Rogg                                | 3:26    |  |
| 3.                                | "I Think I'm Ready"                                          | Katy Perry, Ted Bruner                                | 2:37    |  |
| 4.                                | "Thinking Of You (Acoustic Version)"                         | Katy Perry                                            | 4:51    |  |
| 5.                                | "Waking Up in Vegas (Calvin Harris Remix Edit)"              | Katy Perry, Desmond Child, Andreas Carlsson           | 3:43    |  |
| 6.                                | "I Kissed a Girl (Dr. Luke & Benny Blanco Remix)"            | Katy Perry, Lukasz Gottwald, Max Martin, Cathy Dennis | 3:29    |  |
| 7.                                | "Hot N Cold (Bimbo Jones Remix Radio Edit)"                  | Katy Perry, Lukasz Gottwald, Max Martin               | 3:50    |  |
| 8.                                | "Ur So Gay (DJ Skeet Skeet & Cory Enemy Remix)"              | Katy Perry, Greg Wells                                | 4:00    |  |
| Duração total:                    | Duração total:                                               | Duração total:                                        | 29:26   |  |

| Platinum Vinyl Edition: Bonus Remix EP |                                                            |                                                       |         |  |
| N.º                                    | Título                                                     | Compositor(es)                                        | Duração |  |
| 1.                                     | "I Kissed a Girl (Dr. Luke & Benny Blanco Extended Remix)" | Katy Perry, Lukasz Gottwald, Max Martin, Cathy Dennis | 6:05    |  |
| 2.                                     | "I Kissed a Girl (The Knocks Remix)"                       | Katy Perry, Lukasz Gottwald, Max Martin, Cathy Dennis | 4:36    |  |
| 3.                                     | "I Kissed a Girl (Norman & Atalla Main Mix)"               | Katy Perry, Lukasz Gottwald, Max Martin, Cathy Dennis | 3:42    |  |
| 4.                                     | "I Kissed a Girl (Morgan Page Main Mix)"                   | Katy Perry, Lukasz Gottwald, Max Martin, Cathy Dennis | 4:03    |  |
| 5.                                     | "Hot N Cold (Innerpartysystem Main Mix)"                   | Katy Perry, Lukasz Gottwald, Max Martin               | 4:37    |  |
| 6.                                     | "Hot N Cold (Bimbo Jones Remix Radio Edit)"                | Katy Perry, Lukasz Gottwald, Max Martin               | 3:50    |  |
| 7.                                     | "Hot N Cold (Manhattan Clique Long Edit)"                  | Katy Perry, Lukasz Gottwald, Max Martin               | 4:38    |  |
| 8.                                     | "Hot N Cold (Yelle Remix)"                                 | Katy Perry, Lukasz Gottwald, Max Martin               | 6:03    |  |
| Duração total:                         | Duração total:                                             | Duração total:                                        | 36:44   |  |

## Recepção
| Críticas profissionais | Críticas profissionais |
| Pontuações agregadas   | Pontuações agregadas   |
| Fonte                  | Avaliação              |
| ---------------------- | ---------------------- |
| Metacritic             | (47/100) link          |
| Avaliações da crítica  |                        |
| Fonte                  | Avaliação              |
| Allmusic               | [ 26 ]                 |
| Billboard              | Positiva               |
| Digital Spy            | [ 28 ]                 |
| Blender                | [ 29 ]                 |
| The Guardian           | [ 30 ]                 |
| The New York Times     | Mista                  |
| NME                    | [ 32 ]                 |
| Rolling Stone          | [ 33 ]                 |
| PopMatters             | [ 34 ]                 |
| Slant Magazine         | [ 35 ]                 |

No Metacritic, que atribui uma avaliação normalizada em 100 a partir de comentários de críticos, o álbum recebeu uma pontuação média de 47, baseado em 18 críticas.
One of the Boys recebeu uma crítica positiva da revista Billboard, que afirmou, "ninguém desde Jagged Little Pill teve um álbum de estréia tão lotado de potenciais hits." A revista Blender declarou que "A escrita-criativa-de-classe das linhas esmagadoras de Perry nem sempre justificam seu tom de auto-congratulação de drag queen. Mas ela soluça rápido o suficiente, e tem vários produtores com grande nome (de Dr. Luke a Glen Ballard)".
Mais frequentemente, a recepção esteve entre críticas médias à negativas. Stephen Thomas Erlewine, do Allmusic, deu ao álbum duas de cinco estrelas, dizendo que One of the Boys era "um emblema de todos os excessos desprezíveis desta década". A revista Uncut escreveu que "Gwen Stefani deve está nervosa", enquanto a Slant Magazine afirmou que "De todos os novos artistas que Madonna tem apoiado ao longo dos anos (Björk, Mandalay, Goldfrapp, Gogol Bordello e Ricky Martin), Perry é provavelmente a menos estimulante do lote. É possível que Madonna tenha visto um pouco de si mesma antiga em Perry [...] Devido à semelhança das canções "If You Can Afford Me" é como "Material Girl", ambas construídas de ironia". A NME escreveu que "Madonna e Perez Hilton talvez sejam fãs", mas recomendou que não comprassem o álbum se tivessem "ao menos um interesse passageiro de curtir uma gravação".

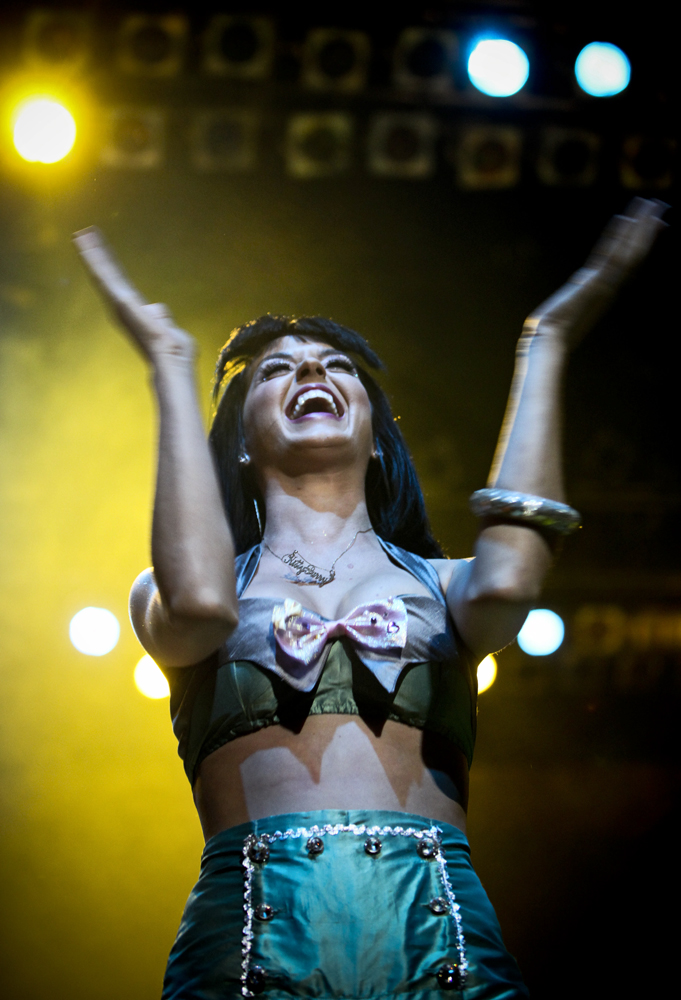
Perry apresentando-se no Hello Katy Tour, durante passagem por Portugal.

A cantora foi fortemente criticada por seu extended play, "Ur So Gay", considerada pelo site The New Gay como homofóbica. O autor da publicação complementou dizendo que "está na hora de Katy Perry parar de falar bobagem", porque, segundo o autor, "a canção retrata uma série de estereótipos gays, cansando de condenar um ex-namorado de Perry no refrão paradoxal". A editora da revista inglesa de conteúdo lésbico Diva, Jane Czyzselska, comentou em um artigo no The Guardian que "a música de Perry é um antídoto contra a avalanche de canções supersexuais sobre garotos dando em cima de garotas".
Seu primeiro single, "I Kissed a Girl" (em português, "Eu Beijei uma Garota") tornou-se uma enorme polêmica no mundo inteiro. Apesar do contexto, eles acreditavam que Perry era heterossexual (porem, ela é bissexual) e' devido a isso' foi fortemente criticada pela comunidade LGBT — que acreditavam que a cantora usou a música para ganhar dinheiro e não pela causa homossexual — e pelos moralistas — que afirmam que a música induz as garotas ao caminho lésbico. A música também foi criticada por evangélicos da sede local da Havens Corners Church, que expôs a seguinte frase em seu jardim em setembro de 2008: "Beijei uma garota e gostei. Então fui para o inferno". Os próprios pais de Perry, que são pastores, revelaram: "Nós odiamos a música. Ela promove a homossexualidade, o que, segundo a Bíblia, é claramente um pecado e é vergonhosa e nojenta".

## Paradas musicais
One of the Boys debutou na posição #9 da Billboard 200, dos Estados Unidos, permanecendo na parada por 71 semanas. Depois de vender mais de 3 milhões cópias no país, ele ganhou um certificado de Tripla Platina da RIAA. No Canadá, depois de debutar em #10, alcançou a posição #6, mais tarde sendo certificado dupla Platina pela Music Canada.
No Reino Unido, o álbum teve como melhor posição a #7 no UK Albums Chart, sendo certificado Platina no país. Na Austrália, a canção debutou na sécima primeira posição, vendendo cerca de 70.000 cópias, para ser certificado Platina. No Brasil, foi certificado Platina, o que denota a venda de mais de 60.000 cópias.
| Parada (2008/2009)              | Melhor posição |
| ------------------------------- | -------------- |
| Australian ARIA Albums Chart    | 10             |
| Austrian Albums Chart           | 6              |
| Belgian (Flanders) Albums Chart | 24             |
| Belgian (Wallonia) Albums Chart | 23             |
| Canadian Albums Chart           | 6              |
| European Top 100 Albums         | 10             |
| Czech Albums Chart              | 33             |
| Danish Albums Chart             | 4              |
| Dutch Albums Chart              | 32             |
| Finnish Albums Chart            | 13             |
| France Albums Chart             | 10             |
| Greek Albums Chart              | 11             |
| German Albums Chart             | 7              |
| Hungarian Albums Chart          | 37             |
| Irish Albums Chart              | 10             |
| Italian Albums Chart            | 15             |
| Mexico Albums Chart             | 9              |
| New Zealand Albums Chart        | 17             |
| Norwegian Albums Chart          | 7              |
| Portuguese Albums Chart         | 18             |
| Spanish Albums Chart            | 51             |
| Swedish Albums Chart            | 19             |
| Swiss Albums Chart              | 6              |
| UK Albums Chart                 | 11             |
| EUA Billboard 200               | 9              |
| EUA Billboard Top Rock Albums   | 3              |

| País           | Certificações | Vendas      |
| -------------- | ------------- | ----------- |
| Mundo          |               | 10.000.000+ |
| Austrália      | 2× Platina    | 180.000+    |
| Áustria        | Platina       | 20.000+     |
| Alemanha       | Ouro          | 400.000+    |
| Bélgica        | Ouro          | 10.000+     |
| Canadá         | 2× Platina    | 240.000+    |
| União Europeia | Platina       | 1.500.000+  |
| Dinamarca      | Ouro          | 15.000+     |
| Estados Unidos | 3× Platina    | 3.000.000+  |
| Grécia         | Ouro          | 6.000+      |
| Irlanda        | Platina       | 20.000+     |
| Nova Zelândia  | Ouro          | 10.000+     |
| Suécia         | Ouro          | 20.000+     |
| Suíça          | Ouro          | 15.000+     |
| Reino Unido    | Platina       | 740.000+    |